# Eliot Teltscher
Eliot Teltscher (Rancho Palos Verdes, 15 marzo 1959) è un ex tennista statunitense.

## Biografia

### Carriera tennistica

#### Inizi
I genitori di Teltscher fuggirono da Israele durante l'Olocausto e il padre si arruolò nelle forze armate britanniche, si spostarono poi negli Stati Uniti d'America, dove Eliot nacque. A 9 anni comincia a giocare a tennis e a 17 è nella top 10 nazionale a livello junior. Durante il suo unico anno alla UCLA, nel 1978, viene insignito del titolo All-American, lo stesso anno ad Auckland sconfigge Onny Parun conquistando il Benson & Hedges New Zealand Open.

#### Professionismo
Nel 1977 Teltscher diventa professionista. Rimarrà nella top 10 mondiale dal 1980-1982, fino ad uscire dai primi a partire dal 1984. Raggiungerà la sua migliore posizione il 7 maggio 1982, quando giungerà fino al sesto posto a livello mondiale.
Insieme a Terry Moor ha raggiunto la finale di doppio al Roland Garros nel 1981 e due anni dopo, sempre a Parigi, ha vinto il titolo di doppio misto giocando con Barbara Jordan. Nel 1980, 1981 e 1983 è arrivato fino ai quarti di finale degli Us Open, perdendo tutte e tre le volte contro Jimmy Connors, mentre nel 1983 è arrivato ai quarti anche degli Australian Open. Ha vinto dieci tornei di singolare prima di ritirarsi nel 1988.
Nel 1982, 1983 e 1985 ha fatto parte della squadra statunitense di Coppa Davis, competizione in cui ha collezionato cinque vittorie e quattro sconfitte, vincendo l'edizione del 1982.

#### Dopo il ritiro
L'anno seguente al suo ritiro è diventato membro dell'ATP Players Board. Nell'anno scolastico 1991-1992 è stato capo-allenatore di tennis alla Pepperdine University. Dal 1992 al 1997 ha seguito come allenatore personale Justin Gimelstob, Richey Reneberg, Jeff Tarango, Pete Sampras e Jim Grab, nello stesso periodo ha insegnato al Manhattan Beach Country Club.
Dal 1998 al 2001 è stato maestro federale prima di dimettersi per diventare allenatore personale dell'allora diciannovenne Taylor Dent. Nel dicembre 2002 è entrato nell'organigramma della USTA (United States Tennis Association). L'anno seguente è stato nominato allenatore della squadra statunitense in occasione dei XIV Giochi Panamericani. Nel 1991 inoltre è stato incluso nella National Jewish Sports Hall of Fame.

## Statistiche e record

### Singolare

#### Vittorie (10)
| N.  | Data | Torneo                     | Superficie | Avversario in finale | Punteggio               |
| 1.  | 1978 | Hong Kong                  | Cemento    | Pat Du Pré           | 6–4, 6–3, 6–2           |
| 2.  | 1979 | Atlanta, Stati Uniti       | Cemento    | John Alexander       | 6–3, 4–6, 6–2           |
| 3.  | 1980 | Atlanta, Stati Uniti       | Cemento    | Terry Moor           | 6–2, 6–2                |
| 4.  | 1980 | Maui, Stati Uniti          | Cemento    | Tim Wilkison         | 7–6, 6–3                |
| 5.  | 1981 | San Juan, Stati Uniti      | Cemento    | Tim Gullikson        | 6–4, 6–2                |
| 6.  | 1981 | San Francisco, Stati Uniti | Carpet     | Brian Teacher        | 6–3, 7–6                |
| 7.  | 1983 | Tokyo, Giappone            | Cemento    | Andrés Gómez         | 7–5, 3–6, 6–1           |
| 8.  | 1984 | Brisbane, Australia        | Cemento    | Francisco González   | 3–6, 6–3, 6–4           |
| 9.  | 1984 | Johannesburg, Sudafrica    | Cemento    | Vitas Gerulaitis     | 6–3, 6–1, 7–6           |
| 10. | 1987 | Hong Kong                  | Cemento    | John Fitzgerald      | 6–7, 3–6, 6–1, 6–2, 7–5 |

#### Finali perse (14)
| N.  | Data | Torneo                      | Superficie  | Avversario in finale | Punteggio           |
| 1.  | 1978 | Atlanta, Stati Uniti        | Cemento     | Stan Smith           | 4–6, 6–1, 2–1, rit. |
| 2.  | 1980 | Birmingham, Stati Uniti     | Carpet      | Jimmy Connors        | 6–3, 6–2            |
| 3.  | 1980 | New Orleans, Stati Uniti    | Carpet      | Wojciech Fibak       | 6–4, 7–5            |
| 4.  | 1980 | San Francisco, Stati Uniti  | Carpet      | Gene Mayer           | 6–2, 2–6, 6–1       |
| 5.  | 1980 | Cina                        | Sintetico   | Jimmy Connors        | 6–2, 6–4            |
| 6.  | 1980 | Tokyo Outdoor, Giappone     | Terra rossa | Ivan Lendl           | 3–6, 6–4, 6–0       |
| 7.  | 1981 | Montreal, Canada            | Cemento     | Ivan Lendl           | 6–3, 6–2            |
| 8.  | 1981 | Tokyo, Giappone             | Terra rossa | Balázs Taróczy       | 6–3, 1–6, 7–6       |
| 9.  | 1982 | Roma, Italia                | Terra rossa | Andrés Gómez         | 6–2, 6–3, 6–2       |
| 10. | 1982 | Melbourne Indoor, Australia | Sintetico   | Vitas Gerulaitis     | 2–6, 6–2, 6–2       |
| 11. | 1983 | La Quinta, Stati Uniti      | Cemento     | José Higueras        | 6–4, 6–2            |
| 12. | 1984 | Los Angeles, Stati Uniti    | Cemento     | Jimmy Connors        | 6–4, 4–6, 6–4       |
| 13. | 1987 | Scottsdale, Stati Uniti     | Cemento     | Brad Gilbert         | 6–2, 6–2            |
| 14. | 1988 | Guarujá, Brasile            | Cemento     | Luiz Mattar          | 6–3, 6–3            |

### Doppio

#### Vittorie (4)
| N. | Date | Torneo                    | Superficie  | Compagno           | Avversari in finale               | Punteggio     |
| 1. | 1979 | Tulsa, Stati Uniti        | Cemento (i) | Francisco González | Colin Dibley Tom Gullikson        | 6–7, 7–5, 6–3 |
| 2. | 1980 | New Orleans, Stati Uniti  | Carpet      | Terry Moor         | Raymond Moore Robert Trogolo      | 7–6, 6–1      |
| 3. | 1982 | Delray Beach, Stati Uniti | Terra rossa | Mel Purcell        | Tomáš Šmíd Balázs Taróczy         | 6–4, 7–6      |
| 4. | 1982 | Maui, Stati Uniti         | Cemento     | Mike Cahill        | Francisco González Bernard Mitton | 6–4, 6–4      |

#### Finali perse (10)
| N.  | Date | Torneo                  | Superficie  | Compagno       | Avversari in finale              | Punteggio     |
| 1.  | 1978 | Columbus, Stati Uniti   | Terra rossa | Marcelo Lara   | Colin Dibley Bob Giltinan        | 6–2, 6–3      |
| 2.  | 1979 | Atlanta, Stati Uniti    | Cemento     | Steve Docherty | Raymond Moore Ilie Năstase       | 6–4, 6–2      |
| 3.  | 1980 | Roma, Italia            | Terra rossa | Balázs Taróczy | Mark Edmondson Kim Warwick       | 7–6, 7–6      |
| 4.  | 1980 | Columbus, Stati Uniti   | Cemento     | Peter Fleming  | Brian Gottfried Sandy Mayer      | 6–4, 6–2      |
| 5.  | 1980 | Tokyo, Giappone         | Terra rossa | Terry Moor     | Ross Case Jaime Fillol           | 6–3, 3–6, 6–4 |
| 6.  | 1980 | Wembley, Inghilterra    | Carpet      | Bill Scanlon   | Peter Fleming John McEnroe       | 7–5, 6–3      |
| 7.  | 1981 | San Juan, Porto Rico    | Cemento     | Tim Gullikson  | Tim Mayotte Chris Mayotte        | 6–4, 7–6      |
| 8.  | 1981 | La Quinta, Stati Uniti  | Cemento     | Terry Moor     | Bruce Manson Brian Teacher       | 7–6, 6–2      |
| 9.  | 1981 | Parigi, Francia         | Terra rossa | Terry Moor     | Heinz Günthardt Balázs Taróczy   | 6–2, 7–6, 6–3 |
| 10. | 1984 | Johannesburg, Sudafrica | Cemento     | Steve Meister  | Tracy Delatte Francisco González | 7–6, 6–1      |